# Nicolae Herlea

Baritonul Nicolae Herlea în rolul Rodrigo din "Don Carlo"

Nicolae Herlea (n. Nicolae Herle; n. 28 august 1927, București, România – d. 24 februarie 2014, Frankfurt am Main, Germania) a fost un bariton român.

## Biografie
S-a născut în 28 august 1927 la București, ca fiu al lui Anton și Păuna Herle, și s-a numit inițial Nicolae Herle. A studiat la Conservatorul din București cu profesorul Aurel Costescu-Duca. Mai târziu a participat la Roma, la cursuri de specializare la Academia di Santa Cecilia, cu maestrul Giorgio Favaretto.
A debutat în 1951 pe scena Operei Naționale din București cu rolul Silvio din opera Paiațe și a rămas angajat, ca prim-bariton al acestei scene.
Tot în 1951 a câștigat Premiul întâi la concursurile internaționale de la Geneva, Praga și Bruxelles. Aceste mari succese au fost urmate de apariția sa pe cele mai mari scene ale lumii: a cântat la Scala din Milano, la Opera Națională din Praga, la Teatrul Balșoi din Moscova și Opera Națională din Berlin. În perioada 1964-1967 a fost membru al Operei Metropolitan din New York. De asemenea, a avut apariții și pe scenele americane din Boston, Cleveland, Detroit etc.
Repertoriul său bogat cuprinde roluri de seamă din creația universală; a fost Figaro în Bărbierul din Sevilia de Rossini (rol pe care l-a interpretat de aproximativ 550 de ori), lordul Ashton în Lucia di Lammermoor de Donizetti, Rigoletto în Rigoletto de Verdi, Escamillo în Carmen de Bizet, Oneghin în Evgheni Oneghin de Ceaikovski, Igor în Prințul Igor de Borodin, Scarpia în Tosca de Puccini. Vocea sa, caldă, egală pe întregul ambitus, exprimă cu naturalețe și avânt o întinsă gamă de sentimente. Calitățile sale vocale sunt susținute de un autentic talent actoricesc.
A cântat în compania multor artiști consacrați ai operei, printre care se numără: Montserrat Caballé, Mario Del Monaco, Franco Corelli, Placido Domingo, Joan Sutherland, Giuseppe Di Stefano, Nicolai Ghiaurov, Nicolai Ghiuselev , Giulietta Simionatto, James McCracken, Carlo Bergonzi, Fiorenza Cosotto, Nicolai Gedda, Luigi Alva, Ivan Petrov.
A fost președintele Juriului Concursului Internațional de Canto Hariclea Darclée și a predat cursuri de specializare, pentru masterat, la Academia de Muzică din București. Moare la 24 februarie 2014 la vârsta de 86 de ani în urma unor complicații datorate vârstei înaintate.

## Viața personală
S-a căsătorit cu Simona-Maria-Gabriela Ionescu, născută în 18 martie 1945 la București, ca fiică a lui Gabriel și Maria Ionescu, și au avut împreună un fiu, numit Robert-Nicolae, care s-a născut în 17 martie 1971 la București. Cei trei au locuit la începutul anilor 1970 pe str. Dr. Lister nr. 32 din București. Baritonul a solicitat în aprilie 1971 schimbarea numelui său de familie și al fiului său din Herle în Herlea, iar soția sa a făcut, de asemenea, o cerere similară.

## Premii și distincții
Dintre multele premii și distincții naționale și internaționale, se pot menționa:
- Ordinul Muncii clasa a III-a (21 februarie 1952) „cu prilejul împlinirii a 5 ani de activitate publică a Ansamblului Artistic al Consiliului Central al Sindicatelor din Republica Populară Română”[9]
- Medalia „A cincea aniversare a Republicii Populare Române” (24 decembrie 1952) „pentru lupta și munca duse în vederea făuririi, consolidării și prosperării Republicii Populare Române”[10]
- Medalia de Aur și Marele Premiu la Festivalul Primăverii de la Praga în 1954;
- Laureat al Concursului Internațional de Canto de la Geneva în 1955;
- Medalia de Aur și Marele Premiu la Concursul de Canto de la Verviers în 1957;
- titlul de Artist al Poporului (28 martie 1962) „pentru merite excepționale în opera de dezvoltare a teatrului, muzicii și artelor plastice”[11]
- Medalia de Aur "Giuseppe Verdi" în 1963 (Milano);
- Cheia orașului Detroit;
- Premiul de Stat în 1964;
- Ordinul „Meritul Cultural” clasa I (12 septembrie 1968) „pentru activitate îndelungată și merite deosebite în activitatea muzicală”[12]
- Ordinul „Steaua Republicii Socialiste România” clasa a III-a (1971) „pentru merite deosebite în opera de construire a socialismului, cu prilejul aniversării a 50 de ani de la constituirea Partidului Comunist Român”[13]
- Ordinul Muncii în 1974;
- Ordinul „Tudor Vladimirescu” clasa a II-a (7 mai 1981) „pentru rezultatele obținute în îndeplinirea cincinalului 1976–1980, pentru contribuția deosebită adusă la înfăptuirea politicii Partidului Comunist Român de făurire a societății socialiste multilateral dezvoltate în patria noastră, cu prilejul aniversării a 60 de ani de la făurirea Partidului Comunist Român”[14]
- Ordinul național „Steaua României” în grad de Comandor (1 decembrie 2000) „pentru realizări artistice remarcabile și pentru promovarea culturii, de Ziua Națională a României”[15]

## Înregistrări
Înregistrări video:
- "Tosca" la Tokio cu Montserrat Caballé și Giseppe Di Stefano (1975)
- "Andrea Chenier" / TV-Film 1971 / Cornel Stavru tenor, Mariana Slatinaru-Nistor soprană, Nicolae Herlea bariton
- "La Forza del Destino" / TV-Film / Mariana Slatinaru-Nistor soprană, Ludovic Spiess tenor, Nicolae Herlea bariton
- "Rigoletto" / TV 1984 / Silvia Voinea soprană, Octavian Naghiu tenor, Nicolae Herlea bariton
- "Il Barbiere" / Film 1983 / Silvia Voinea soprană, Valentin Teodorian tenor, Nicolae Herlea bariton
- "La Traviata" / TV 1984 / Vasile Moldoveanu tenor, Octavian Naghiu tenor, Nicolae Herlea bariton. Și rolul Violettei Valery cine il joaca ??? Probabil Eugenia Moldoveanu
- "Un Ballo in Maschera" / Film 1987 / Silvia Popp soprană, Ludovic Spiess tenor, Nicolae Herlea bariton
- "Lucia Di Lammermoor" / Film 1985(?) / Silvia Voinea soprană, Florin Georgescu tenor, Nicolae Herlea bariton